# ایان باتلر (بازیکن فوتبال)
ایان باتلر (انگلیسی: Ian Butler؛ زادهٔ ۱ فوریهٔ ۱۹۴۴) بازیکن فوتبال اهل بریتانیا است.
از باشگاه‌هایی که در آن بازی کرده‌است می‌توان به باشگاه فوتبال یورک سیتی، باشگاه فوتبال روترهام یونایتد، باشگاه فوتبال بارنزلی، و باشگاه فوتبال هال سیتی اشاره کرد.
وی همچنین در تیم ملی فوتبال زیر ۱۸ سال انگلستان بازی کرده‌است.